# Патинце
Патинце (слч. Patince, мађ. Pat) насељено је мјесто са административним статусом сеоске општине (слч. obec) у округу Коморан, у Њитранском крају, Словачка Република.

## Становништво
| Година:    | 1994. | 2004.   | 2014.   | 2024.    |
| ---------- | ----- | ------- | ------- | -------- |
| Број људи: | 436   | 450     | 471     | 533      |
| Разлика:   |       | +3,21 % | +4,66 % | +13,16 % |

| Година:    | 2023. | 2024.   |
| ---------- | ----- | ------- |
| Број људи: | 536   | 533     |
| Разлика:   |       | -0,55 % |

Према подацима о броју становника из 2011. године насеље је имало 504 становника.